# Шлях на Голгофу (Тіціан)
«Шлях на Голгофу» або «Несення хреста» (італ. Cristo portacroce) — картина роботи пізнього періоду творчості Тіціана, художника з Венеції доби Відродження.

## Історичний нарис
Серед сучасників Тіціана до сюжету «Шлях на Голгофу» зрертались різні майстри західної Європи, серед яких —
- Альбрехт Дюрер
- Пітер Брейгель Старший
- Тінторетто

Всі вони насичували композицію подробицями та деталями, аби найбільш повно відтворити трагічну подію шляху Христа на місце страти з важкою ношею на плечах. Кількість подробиць в картині Пітера Брейгеля старшого була такою значною, що майстер відважився на створення панорамного пейзажу, наче боявся пропустити жоден з епізодів біблійної розповіді.
Абсолютно іншим шляхом в створенні власної композиції пішов Тиціан. На невеликому прямокутному полотні лише дві постаті — Христос та Йосип Ариматейський. Художник наче мовчазно звертався до уяви глядача та його знання сюжету, яке і домальовувало усі необхідні подробиці. Здивування викликає дерев'яний парапет понизу картини. Глядач наче знаходиться в домівці, повз яку йде трагічна хода.
Парапет — відома деталь багатьох портретів доби венеційського кватроченто. Він слугував візуальним кордоном, додатковою перешкодою між реальністю і художнім простором картини. Парапет слугував для монограм чи підпису імені зображеного, підпису самого художника, зображення медалей, посвят або залишався незайманим.
Парапет можна бачити в портретах пензля —
- Джентіле Белліні
- Альвізе Віваріні
- Джованні Белліні
- Марко Базаїті
- Джованні Больтраффіо
- Антонелло да Мессіна
- Джакометто Венеціано
- Леонардо да Вінчі

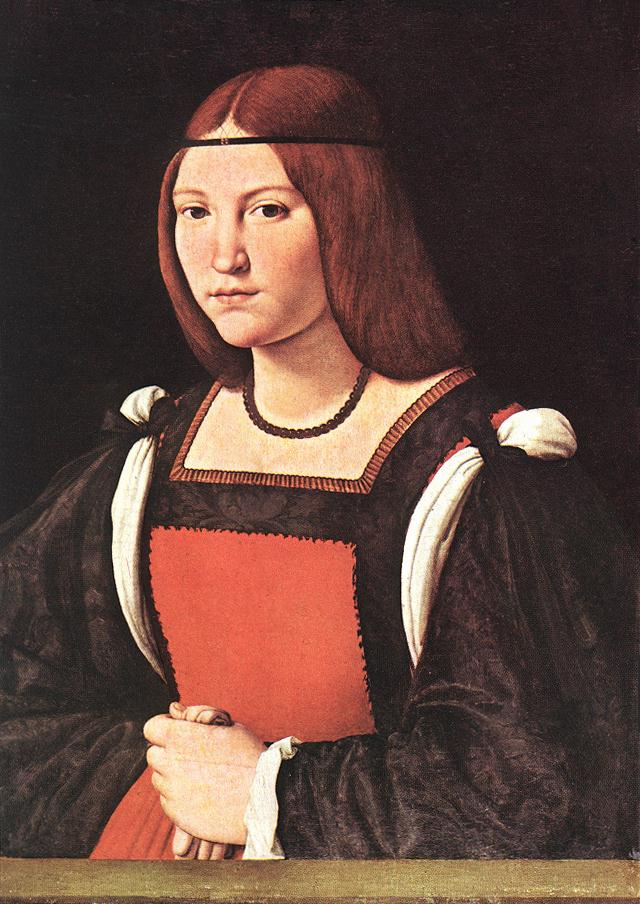
Худ.Джованні Больтраффіо, жіночий портрет, Мілан, Кастелло Сфорцеско
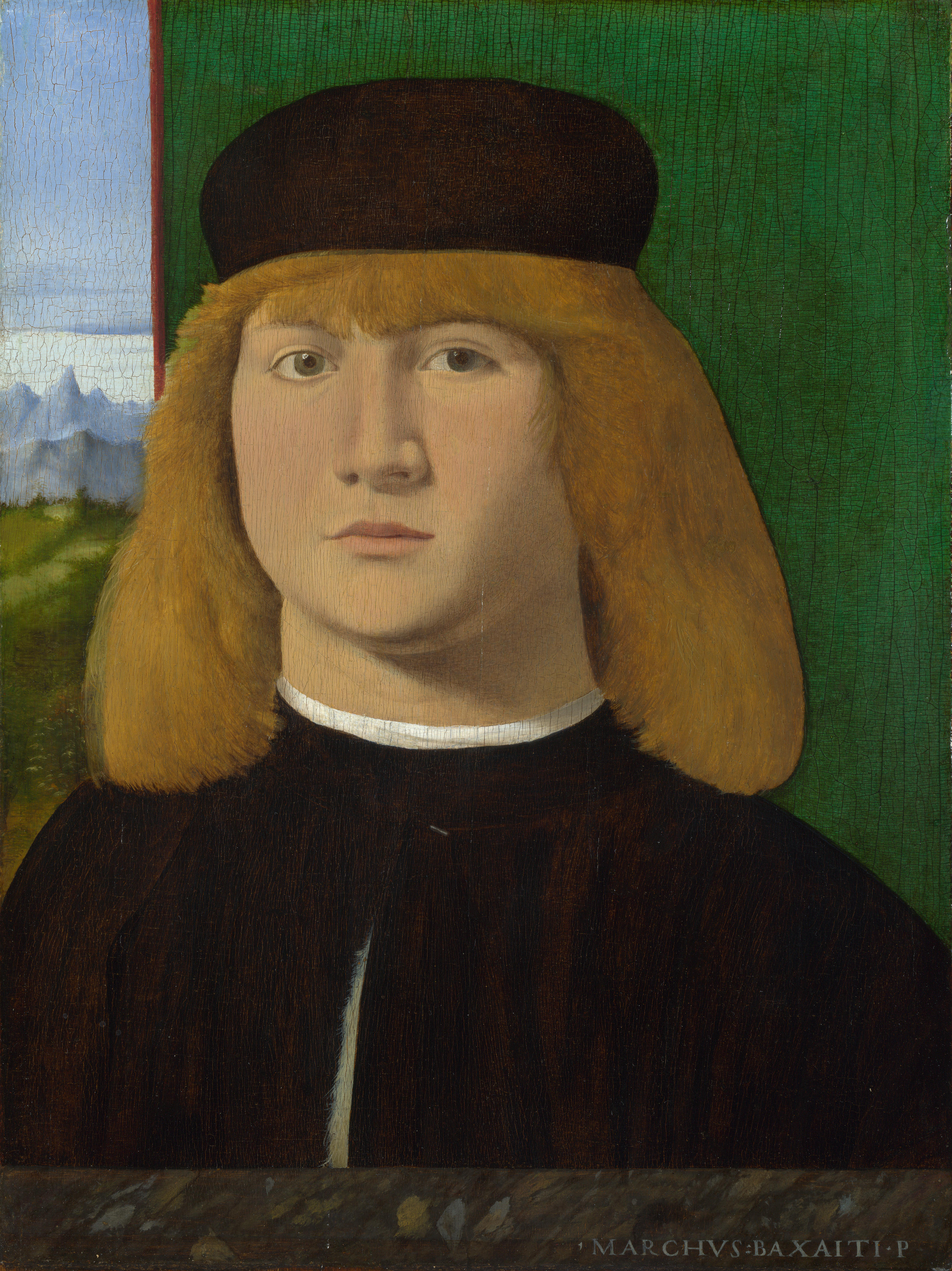
Худ. Марко Базаіті, портрет невідомого
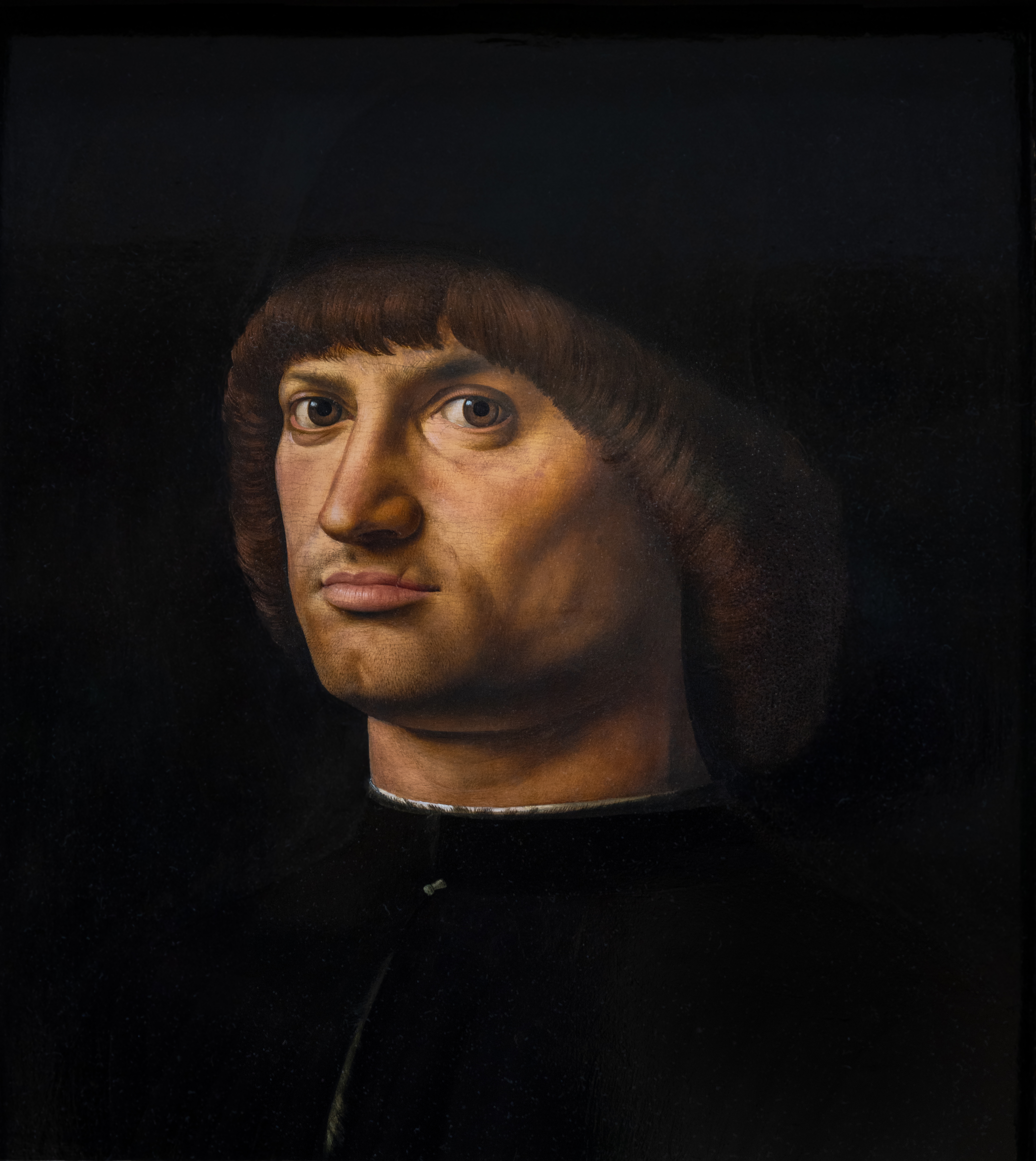
Кондотьєр (Антонелло да Мессіна)
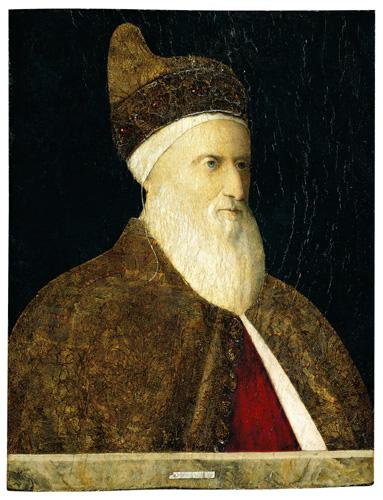
Худ.Джентілє Белліні, дож Агостіно Барбаріго.

Сховав за парапет свого невідомого венеційця і Джорджоне (Музей образотворчих мистецтв (Будапешт)). Полюбляв парапет і Тіціан в ранішній період творчості. Саме за ним у свій час він розмістив і так звану «Слов'янку», і Лодовіко Аріосто. В картинах на біблійні сюжети він використовував парапет зрідка. Якщо картину відразу планували залишити вдома, то зрозуміло, чому в неї замалі розміри ( 89,5 × 77 cm ) і лише дві постаті. Особа з велетенською уявою, Тиціан міг уявно домалювати на ній все, що потрібно.

## Провенанс
Картина походить з власного будинку Тіціана в Венеції. Домівку самотнього і померлого на той час художника придбала родина Барбаріго. В зібранні Барбаріго картина перебувала до середини XIX ст., коли у 1850 р. продала родинну картинну галерею імператору Російської імперії. З родинної колекції Барбаріго походять майже всі відомі картини Тіціана з музею Ермітаж, серед яких — 
- Каяття Марії Магдалини
- Христос-пантократор
- Катування Святого Себастьяна  (пізній твір )
- Папа римський Павло ІІІ
- Шлях на Голгофу або Несення хреста.